# 東日本大震災心理支援センター
東日本大震災心理支援センター（ひがしにほんだいしんさいしんりしえんセンター）は、東京都文京区本郷二丁目40番14号 山崎ビル401号室に事務局を置く東日本大震災被災者支援機関である。2011年（平成23年）3月23日に設立された。2012年4月1日より、一般社団法人日本臨床心理士会の組織に移行した。本項では、関連支援事業である心の相談緊急電話についても記載する。

## 概要
東日本大震災心理支援センターは2011年3月23日、同年3月11日に発生した東日本大震災（東北地方太平洋沖地震）において極めて膨大な犠牲や甚大な被害がもたらされたことにより、東日本の非常に広範囲にわたって数十万人規模の関連被災者や国内各地への遠隔地避難者が生じるとともに、原子力発電所事故、電力・物資不足、経済活動下押しなどの事案も日本全国に波及し、社会・経済復興を目指すにあたっては未だかつてないほどに体系的・長期的・集中的な精神心理的支援が急務とされたことから、心理職専門家である臨床心理士を中核とした支援体制の整備を図り、もって東日本大震災被災者に対する心のケアに寄与することを目的として設立された。

### 設立経緯
後に東日本大震災心理支援センターの設立母体のひとつとなった日本臨床心理士会は、同センター設立に先立って東日本災害被害者支援対策本部を立ち上げ、「心の相談緊急電話」などの広域支援活動をいち早く開始しており、首相官邸の災害情報公式Twitterからのツイートや、文部科学省・厚生労働省などのウェブサイト、ならびにNHKなどのテレビ・ラジオ放送においても広く周知が図られていた。一方、同じく後に設立母体のひとつとなった日本心理臨床学会も、既に「東北地方太平洋沖地震と心のケア」特設ウェブサイトを開設し、会員研究者だけでなく一般ボランティアなどに向けても、現地支援活動に際した心理学術的な注意点などの情報提供を開始していた。
他方、大震災に見舞われた被災者への心のケアの必要性は、国や中央省庁からだけでなく、全国知事会や被災地域の地方自治体からも叫ばれており、日本赤十字社や国境なき医師団の緊急医療チームに臨床心理士が帯同して現地入りし、それぞれが被災者支援にあたっていた。しかしながら日が経つにつれ、未曾有の大惨事の実態が浮き彫りになると同時に、原子力発電所事故や電力・物資不足など全国的にも影響を及ぼす新たな問題も次々と生じ、復興までの道のりが当初よりも極めて長期化する公算が大きくなったことで、個別・短期の支援と並行して、より体系的・長期的な支援実現を念頭に置いた体制確保が不可欠であることが明らかとなった。
そのため、これまで阪神・淡路大震災や新潟県中越地震などにおいて支援活動を行ってきたほか、国境なき医師団やJICAなどの海外支援活動にも参加してきた臨床心理士の全国職能団体である日本臨床心理士会 と、心理学・臨床心理学関連で国内最大の会員研究者数を擁した公的学会である日本心理臨床学会 が協同することで、心理職専門家や心理学研究者を中心とした高度な専門性を備える被災者支援機関の設立が検討され、実現に至った。
これにより、全国約21,000名の臨床心理士と、約22,000名の日本心理臨床学会（日心臨）会員研究者によって構成される、のべ約43,000名の専門家間の連携支援が図られる運びとなったほか、日本臨床心理士会の子団体である各都道府県臨床心理士会と、日本心理臨床学会の協力学術研究団体との間の連携も同時に図られた。また、臨床心理士の現地派遣に関して、中央省庁・全国知事会・地方自治体、日本赤十字社、国境なき医師団などとの連携・調整に際する窓口が集約され、今後の支援手続きの円滑化が図られた。

## 沿革
- 2011年（平成23年）3月11日 東日本大震災発生
- 2011年（平成23年）3月14日 日本臨床心理士会が東日本災害被害者支援対策本部を立ち上げ
- 2011年（平成23年）3月15日 東日本災害被害者支援対策本部より被災者支援にあたる臨床心理士向けに情報提供開始。日本心理臨床学会支援活動委員会が「東北地方太平洋沖地震と心のケア」特設ウェブサイトを開設し一般向けに情報提供開始
- 2011年（平成23年）3月17日 日本精神衛生学会、日本臨床心理士会、東京臨床心理士会、日本電話相談学会の協同により「心の相談緊急電話」開設計画を発表
- 2011年（平成23年）3月19日 「心の相談緊急電話」正式開設
- 2011年（平成23年）3月23日 日本臨床心理士会と日本心理臨床学会の協同により東日本大震災心理支援センター設立

## 活動内容
- 連携支援
  - 中央省庁・全国知事会・地方自治体などからの要請に応じた、臨床心理士・日本心理臨床学会会員研究者を中心とする緊急心理支援チームの現地派遣
  - 日本赤十字社こころのケア班への帯同などの連携活動
  - 国境なき医師団東日本大地震緊急援助プロジェクトへの参加などの連携活動
- 直接支援
  - 被災者に対する電話相談支援「心の相談電話」フリーダイヤル[19]
    - 日時
      - 2011年7月1日～、毎週月曜日・火曜日・木曜日・金曜日19:00～21:00

    - 対象
      - 被災者、および支援活動を行う救援者・民間ボランティア

    - 内容
      - 被災者の、被災に伴う不安・悩み
      - 救援者・民間ボランティア側の、支援活動に伴う不安・悩み
      - 原子力発電所事故に伴う不安・悩み
      - PTSD防止・対処に関わる啓発
      - その他、メンタルヘルスに関わる各種相談など
- 後方支援
  - 被災地域の各都道府県臨床心理士会による被災者支援のバックアップ
  - 被災地域において支援活動を行う救援者・民間ボランティア側のメンタルヘルスケア
  - 民間ボランティアが被災者と接する際の心理学術的な注意点などの研修実施
  - 被災者に対する心のケアに関わる各種情報提供
- 経済支援
  - 被災者支援基金設立
  - 日本臨床心理士会義援金送金

※その他、被災者に対する心のケアに関わり必要と認められる支援についても、状況により活動内容を順次拡充する

## 心の相談緊急電話
「心の相談緊急電話」フリーダイヤル
- 日時
  - 2011年3月19日～2011年4月23日、毎日13:00～22:00（※当初予定期間）
  - 2011年4月24日～2011年5月8日、毎日13:00～22:00（※延長期間）
  - 2011年5月9日～2011年5月31日、毎日19:00～21:00（※再延長期間）
  - 2011年6月1日～2011年6月30日、毎週月曜日～土曜日19:00～21:00（※再々延長期間。6月30日をもって「心の相談緊急電話」としての緊急支援事業は終了し、7月1日以降は東日本大震災心理支援センターの「心の相談電話」事業に統合・継承）
- 対象
  - 被災者、および支援活動を行う救援者・民間ボランティア
- 内容
  - 被災者の、被災に伴う不安・悩み
  - 救援者・民間ボランティア側の、支援活動に伴う不安・悩み
  - 原子力発電所事故に伴う不安・悩み
  - 急性ストレス障害・PTSD防止・対処に関わる啓発
  - その他、メンタルヘルスに関わる各種相談など
- 対応
  - 精神科医、臨床心理士など
- 主催
  - 日本精神衛生学会、日本臨床心理士会、東京臨床心理士会、日本電話相談学会
- 協賛
  - 日本生産性本部メンタルヘルス研究所
- 広報
  - 首相官邸ウェブサイト[7]、文部科学省ウェブサイト[9]、厚生労働省ウェブサイト[10]、内閣府ウェブサイト[11]、NHK[5]、首相官邸災害情報公式Twitter[8] など

## 寄附・寄贈
東日本大震災心理支援センターの諸活動は、全国の臨床心理士や日本心理臨床学会会員研究者を含む個人からだけでなく、日本財団、東京海上日動、トレンドマイクロを始め、公的機関や民間企業などからの寄附・寄贈で支えられている。
また、アメリカのヴォーカルグループボーイズIIメンは、自身の日本公演においてスポンサーを務めるアイリオ生命とともに、東日本大震災心理支援センターが行う被災者の心のケアに関わる諸活動を支援する公式コメントをリリースした。公式コメントの中では、東日本大震災心理支援センターの諸活動に対する共感・慰労だけでなく、学生を始めとした民間ボランティアへの労いも綴られた。